# Roualle
La Roualle est un sommet de la chaîne des Aravis, à 2 589 m d'altitude, entre les départements de la Savoie et de la Haute-Savoie.
La crête qui descend vers le nord-ouest s'élève entre la combe de Bella Cha (où subsiste l'un des plus grands névés permanents des Aravis) au nord et la combe de la Balme au sud.